# Hydatellales
Ordre
Classification APG II (2003)
Classification APG III (2009)
Les Hydatellales sont un ordre de plantes monocotylédones. 
En classification classique de Cronquist (1981) cet ordre ne comprend qu'une famille : 
- les Hydatellacées.

En classification phylogénétique APG III (2009) cet ordre n'existe pas et la famille est située dans l'ordre des Nymphaeales.